# Теодор Вайц
Франц Теодор Вайц (нім. Franz Theodor Waitz; 17 березня 1821 — 21 травня 1864) — німецький психолог та антрополог. Його дослідження у галузі психології привели його до зв'язків з антропологією. Найвідоміший за своєю працею Die anthropologie der Naturölker («Антропологія первісних народів»). Був прихильником еволюційних поглядів в антропології. Був противником теорії про расову нерівність. Виликий вплив на ставлення Теодора Вайца до науки мали праці Йогана Гербарта. Для досягнення кращих результатів у галузі психології, вивчав анатомію.

## Біографія
Теодор Вайц народився в місті Гота, Німеччина 17 березня 1821. Навчався в Лейплигу та в Єні. Обрав психологію, філософію та математику своїми профільними науками. У 1842 у віці 19-ти років здобув звання доктора філософії в університеті Лейпцига. В 1848 був призначений на посаду професора філософії Марбурзького університету, на якій залишався до смерті. Піддавав різкій критиці філософію Йоганна Фіхте, Фрідріха Шеллінга, Георга Гегеля. Дотримувався думки про те, що психологія — основа філософії. Помер у Марбурзі 21 травня 1864.

## Праці
Найбільшою працею вважається шеститомна робота Die antropologie der Naturölker.Перші чотири томи були видані в Лейплигу протягом 1859—1864. Останні два томи були видані вже після смерті автора у 1864. Теодор Вайц також видав «Основи психології»(Grundlegung der Psychologie (1846)), "Психологія як наука(Lehrbuch der Psychologie als Naturwissenschaft (1849)), «Загальну педагогіку» (Allgemeine Pedagogik(Вільмана,1852)), «Про індіанців Північної Америки» (Die Indianer Nordamerikas(Лейпциг,1864)) і критичне видання «Орагона» Арістотеля (Лейпциг,1844).